# Spongilla
Spongilla es un género de esponjas de agua dulce y estuarinas de la familia Spongillidae. Descritas por  Lamarck en 1816.

## Descripción
El género Spongilla se caracteriza por ser esponjas que forman incrustaciones sobre los sustratos que habitan las cuales no superan 10 mm de espesor. Las gémulas por lo general se localizan en la base del organismo y por lo general son de color amarillo y presentan espículas de tipo megasglera, microsclera y gemoscleras.

## Especies
Está conformado por las siguientes especies:
- Spongilla alba Carter, 1849
- Spongilla arctica Annandale, 1915
- Spongilla aspinosa Potts, 1880
- Spongilla benguelensis Stephens, 1919
- Spongilla cenota Penney & Racek, 1968
- Spongilla chaohuensis Cheng, 1991
- Spongilla dawsoni Bowerbank, 1864
- Spongilla friabilis Lamarck, 1816
- Spongilla gutenbergiana Müller, Zahn & Maidhof, 1982 †
- Spongilla helvetica Annandale, 1909
- Spongilla inarmata Annandale, 1918
- Spongilla jiujiangensis Cheng, 1991
- Spongilla lacustris (Linnaeus, 1759)
- Spongilla mucronata Topsent, 1932
- Spongilla permixta Weltner, 1895
- Spongilla prespensis Hadzische, 1953
- Spongilla sarasinorum Weltner, 1901
- Spongilla shikaribensis Sasaki, 1934
- Spongilla stankovici Arndt, 1938
- Spongilla wagneri Potts, 1889